# ديف فينكل
ديف فينكل (بالإنجليزية: Dave Finkel)‏ هو كاتب سيناريو أمريكي، ولد في 15 مايو 1970 في لوس أنجلوس في الولايات المتحدة.

## وصلات خارجية
- ديف فينكل على موقع IMDb (الإنجليزية)
- ديف فينكل على موقع أول موفي (الإنجليزية)
- ديف فينكل على موقع قاعدة بيانات الفيلم (الإنجليزية)